# Stephen Hawkins
Stephen Mark Hawkins (Hobart, 14 gennaio 1971) è un canottiere australiano.
Ha vinto la medaglia d'oro olimpica nel canottaggio alle Olimpiadi 1992 di Barcellona nella gara di due di coppia.
Inoltre ha vinto tre medaglie mondiali: una d'oro (1991), una di argento (1993) e una di bronzo (1990) in diverse categorie.